# 혼유라역
혼유라역(일본어: 本由良駅 혼유라에키[*])은 일본 야마구치현 야마구치시에 있는 서일본 여객철도 산요 본선의 역이다. 단선 · 섬식의 형태를 합친 복합 구조의 지상역이며, 개업 당시의 역명은 아지스역(일본어: 阿知須駅)이었다.

## 타는 곳
| 플랫폼 | 노선         | 방향         | 행선지                 |
| ------ | ------------ | ------------ | ---------------------- |
| 1      | ■ 산요 본선  | 상행선       | 신야마구치 · 호후 방면 |
| 2      | 사용 정지 중 | 사용 정지 중 | 사용 정지 중           |
| 3      | ■ 산요 본선  | 하행선       | 우베 · 시모노세키 방면 |

## 이용 현황
| 연도     | 하루 평균 승차 인원 | 연도     | 하루 평균 승차 인원 |
| 2000년도 | 262명               | 2006년도 | 224명               |
| 2001년도 | 255명               | 2007년도 | 218명               |
| 2002년도 | 271명               | 2008년도 | 214명               |
| 2003년도 | 251명               | 2009년도 | 218명               |
| 2004년도 | 241명               | 2010년도 | 225명               |
| 2005년도 | 214명               |          |                     |
| -------- | ------------------- | -------- | ------------------- |

## 역 주변
- 국도 제2호선
- 서일본 여객철도 우베 선 이와쿠라 역
- 야마구치 우베 도로 유라 나들목
- 야마구치 테크노 파크
- 가와라다니 공원

## 역사
- 1900년 12월 3일 : 아지스역(일본어: 阿知須駅)으로서 개업.
- 1950년 6월 1일 : 혼유라역으로 개칭.
- 1987년 4월 1일 : 민영화에 따라, 서일본 여객철도로 이관.

## 인접 정차역
| 서일본 여객철도 산요 본선 | 서일본 여객철도 산요 본선 | 서일본 여객철도 산요 본선 |
| ------------------------- | ------------------------- | ------------------------- |
| 가가와 고베 방면          | ■ 산요 본선               | 고토 모지 방면            |